# Trichonta rostriforma
Trichonta rostriforma är en tvåvingeart som beskrevs av Hong, Wang och Xu 2008. Trichonta rostriforma ingår i släktet Trichonta och familjen svampmyggor. Inga underarter finns listade i Catalogue of Life.